# Hunden som sprang mot en stjärna
Hunden som sprang mot en stjärna är den första boken i Henning Mankells barnboksserie och släpptes 1990.
Bokserien har totalt 4 böcker. 

## Handling
Joel är 11 år. Han drömmer om att bli sjöman, som sin pappa Samuel.
En dag är han i köket och kollar ut i natten. Det är då han ser hunden.
Joel drömmer om att hunden springer mot en stjärna och det är där äventyret börjar...
Böckerna om Joel utspelas 1957-60.